# Politique dans la Vendée
Cet article aborde différents aspects de la politique dans la Vendée.

## Représentations politiques

### Préfets et arrondissements

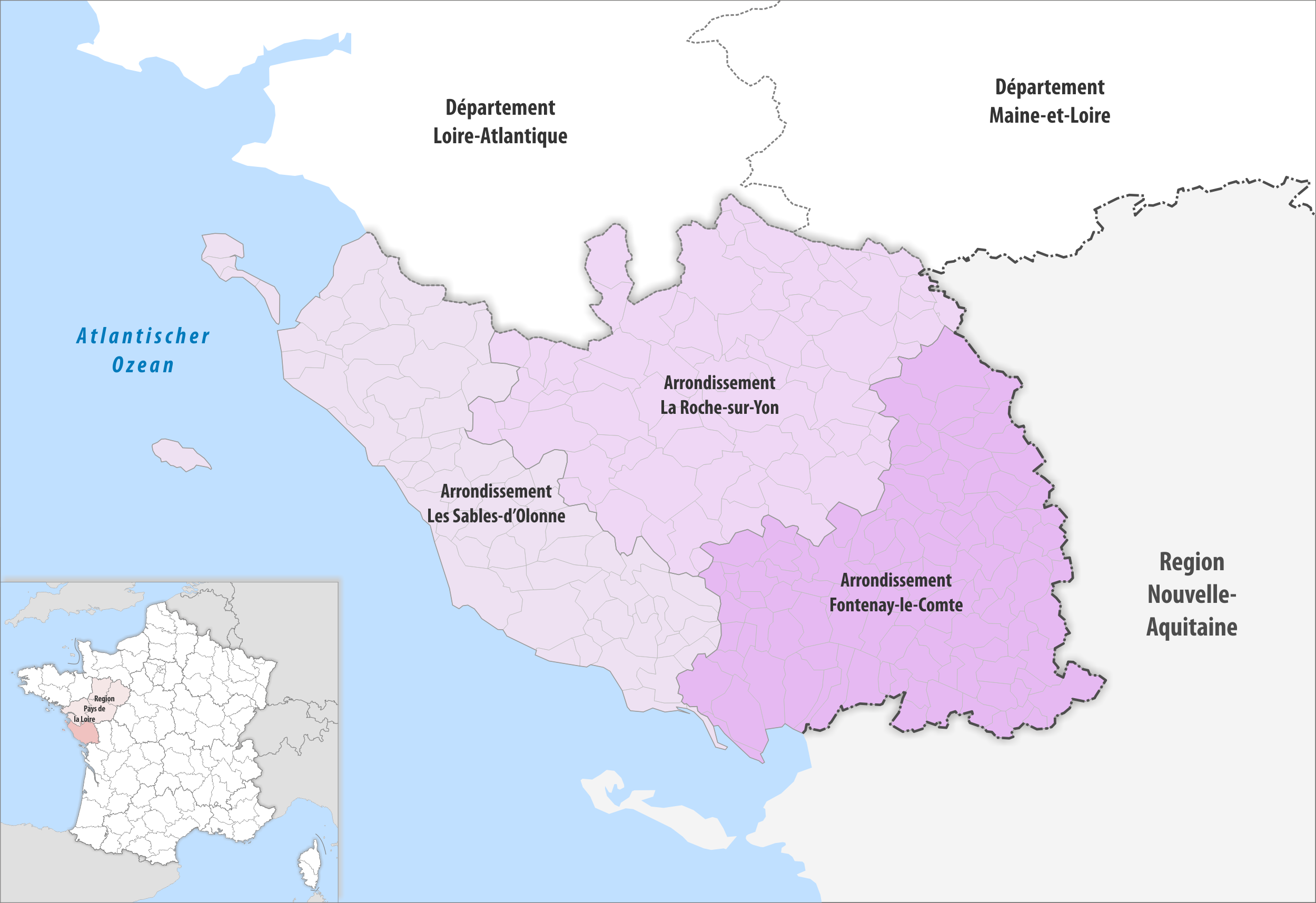
Carte des arrondissements de la Vendée en 2019.

La préfecture de la Vendée est localisée à La Roche-sur-Yon. Le département possède en outre deux sous-préfectures à Fontenay-le-Comte et Les Sables-d'Olonne. Jusqu'en 1811, une sous-préfecture supplémentaire était située à Montaigu.
|              | Identité           | Circonscription administrative | Anciennes fonctions                                                  |
| ------------ | ------------------ | ------------------------------ | -------------------------------------------------------------------- |
| Préfet       | Gérard Gavory *    | Vendée                         | Préfet de la Manche                                                  |
| Sous-préfets | Nicole Chabannier  | Arr. de Fontenay-le-Comte      | Sous-préfète de Castellane                                           |
| Sous-préfets | Jean-Pierre Balcou | Arr. des Sables-d'Olonne       | Expert de haut niveau auprès de la directrice générale des outre-mer |

### Députés et circonscriptions législatives
À compter du découpage de 1986, le département de la Vendée comprend cinq circonscriptions regroupant les cantons suivants :
- 1re circonscription : Challans, Les Essarts, Palluau, Le Poiré-sur-Vie, Rocheservière, La Roche-sur-Yon-Nord.
- 2e circonscription : Chantonnay, Mareuil-sur-Lay-Dissais, La Mothe-Achard, Moutiers-les-Mauxfaits, La Roche-sur-Yon-Sud, Talmont-Saint-Hilaire.
- 3e circonscription : Beauvoir-sur-Mer, L'Ile-d'Yeu, Noirmoutier-en-l'Ile, Les Sables-d'Olonne, Saint-Gilles-Croix-de-Vie, Saint-Jean-de-Monts.
- 4e circonscription : Les Herbiers, Montaigu, Mortagne-sur-Sèvre, Pouzauges, Saint-Fulgent.
- 5e circonscription : Chaillé-les-Marais, La Châtaigneraie, Fontenay-le-Comte, L'Hermenault, Luçon, Maillezais, Sainte-Hermine, Saint-Hilaire-des-Loges.

À la suite du redécoupage des cantons de 2014, les circonscriptions législatives ne sont plus composées de cantons entiers mais continuent à être définies selon les limites cantonales en vigueur en 2010. Les circonscriptions sont ainsi composées des cantons actuels suivants :
- 1re circonscription : cantons d'Aizenay, Challans, Chantonnay (5 communes) et La Roche-sur-Yon-1 (sauf commune de Landeronde)

Députés de la Vendée en 2024.

- 2e circonscription : cantons de Chantonnay (10 communes), Mareuil-sur-Lay-Dissais (sauf commune de L'Aiguillon-sur-Mer), La Roche-sur-Yon-2 et Talmont-Saint-Hilaire (sauf communes de l'Île-d'Olonne, Sainte-Foy et Vairé), commune de Landeronde
- 3e circonscription : cantons de L'Ile-d'Yeu, Les Sables-d'Olonne, Saint-Hilaire-de-Riez et Saint-Jean-de-Monts, communes de l'Île-d'Olonne, Sainte-Foy et Vairé
- 4e circonscription : cantons des Herbiers, Montaigu-Vendée et Mortagne-sur-Sèvre, commune du Boupère
- 5e circonscription : cantons de La Châtaigneraie, Fontenay-le-Comte et Luçon, commune de L'Aiguillon-sur-Mer

| Circ. | Nom              |  | Parti | Groupe                      | Suppléant         |
| ----- | ---------------- |  | ----- | --------------------------- | ----------------- |
| 1re   | Philippe Latombe |  | Modem | Les Démocrates              | Clément Nauleau   |
| 2e    | Béatrice Bellamy |  | HOR   | Horizons et indépendants    | Dominique Paillat |
| 3e    | Stéphane Buchou  |  | RE    | Ensemble pour la République | Orlane Rozo-Lucas |
| 4e    | Véronique Besse  |  | DVD   | Non-inscrit                 | Éric Hervouet     |
| 5e    | Pierre Henriet   |  | HOR   | Horizons et indépendants    | Magalie Jadaud    |

### Sénateurs
Aux élections sénatoriales, les « grands électeurs » de la Vendée élisent au scrutin proportionnel 3 sénateurs. À la suite du scrutin du 27 septembre 2020, les représentants de la Vendée sont répartis en plusieurs groupes politiques :
- 2 au groupe Les Républicains (membres des Républicains) ;
- 1 au groupe Union centriste (membre de l'Union des démocrates et indépendants).

|  | Identité         | Étiquette | Groupe | Première élection | Autres mandats (passés ou actuels)                                                                                |
|  | ---------------- | --------- | ------ | ----------------- | --- |
|  | Annick Billon    | UDI       | UC     | septembre 2014    | Conseillère municipale de Château-d'Olonne (2001 → 2018) Conseillère municipale des Sables-d'Olonne (2019 → 2020) |
|  | Didier Mandelli  | LR        | REP    | septembre 2014    | Maire du Poiré-sur-Vie (2001 → 2015)                                                                              |
|  | Bruno Retailleau | LR        | REP    | septembre 2004    | |
|  | Brigitte Hybert  | DVD       |        | septembre 2024    | Conseillère départementale de Mareuil-sur-Lay-Dissais (2015 → ) Maire de Moutiers-sur-le-Lay (2008 → 2024)        |

### Conseillers régionaux
Aux élections régionales, les électeurs de la Vendée élisent au scrutin proportionnel 19 candidats pour siéger au conseil régional des Pays-de-la-Loire. Dépendant à la fois du poids démographique des départements dans la région et du résultat des listes, le nombre de conseillers régionaux n’est pas pérenne. Toutefois, à la suite des élections des 6 et 13 décembre 2015, date du dernier scrutin, on compte 18 conseillers régionaux répartis en plusieurs groupes politiques au conseil régional (depuis le 18 décembre 2015) :
- majorité régionale :
  - 9 au groupe Les Républicains et apparentés (membres du Centre national des indépendants et paysans, du Mouvement pour la France et des Républicains),
  - 4 au groupe Union des démocrates et indépendants-Union centriste (membres de l’Union des démocrates et indépendants et du Mouvement démocrate),
- minorités :
  - 1 au groupe Écologiste et citoyen (sans étiquette),
  - 1 au groupe Front national-Rassemblement bleu Marine (membre du Front national),
  - 3 au groupe Socialiste, écologiste, radical et républicain (membres du Parti socialiste).

En outre, un conseiller régional (Les Patriotes) siège indépendamment d’un groupe.

### Conseillers départementaux

Cantons et affiliations à l'issue des élections de 2021.

Aux élections départementales, les électeurs de la Vendée élisent dans le cadre d’un canton deux conseillers départementaux (binôme homme-femme). À la suite des élections des 22 et 29 mars 2015, on compte 34 conseillers départementaux répartis en plusieurs groupes politiques au conseil départemental (depuis le 2 avril 2015) :
- 32 au groupe Union pour la majorité départementale (membres de Chasse, pêche, nature et traditions, des Républicains, de l’Union des démocrates et indépendants et divers droite) ;
- 2 au groupe des Élus socialistes et républicains (membres du Parti socialiste).

### Présidents des intercommunalités à fiscalité propre
| Rang | Intercommunalité à fiscalité propre | SIREN     | Président          | Parti | Parti | Début de mandat |
| ---- | ----------------------------------- | --------- | ------------------ | ----- | ----- | --------------- |
| 1    | La Roche-sur-Yon-Agglomération      | 248500589 | Luc Bouard         |       | DVD   | 4 avril 2014    |
| 2    | Sud-Vendée-Littoral                 | 850000002 | Brigitte Hybert    |       | DVD   | 13 janvier 2017 |
| 3    | Les Sables-d’Olonne-Agglomération   | 850000001 | Yannick Moreau     |       | LR    | 7 janvier 2017  |
| 4    | Pays-de-Saint-Gilles-Croix-de-Vie   | 200023778 | François Blanchet  |       | LR    | 10 juillet 2020 |
| 5    | Terres-de-Montaigu                  | 850000005 | Antoine Chéreau    |       | DVD   | 9 janvier 2017  |
| 6    | Challans-Gois-Communauté            | 850000008 | Alexandre Huvet    |       | LREM  | 16 juillet 2020 |
| 7    | Vie-et-Boulogne                     | 850000004 | Guy Plissonneau    |       | DVD   | 6 octobre 2017  |
| 8    | Pays-de-Fontenay-Vendée             | 850000007 | Ludovic Hocbon     |       | DVD   | 13 juillet 2020 |
| 9    | Vendée-Grand-Littoral               | 850000006 | Maxence de Rugy    |       | LR    | 11 janvier 2017 |
| 10   | Pays-des-Herbiers                   | 248500621 | Véronique Besse    |       | DVD   | 8 avril 2014    |
| 11   | Pays-de-Mortagne                    | 248500662 | Guillaume Jean     |       | DVD   | 3 juin 2020     |
| 12   | Pays-de-Saint-Fulgent-les-Essarts   | 850000003 | Jacky Dallet       |       | UDI   | 4 juin 2020     |
| 13   | Pays-de-Pouzauges                   | 248500464 | Bérangère Soulard  |       | DVD   | 4 juin 2020     |
| 14   | Pays-de-Chantonnay                  | 248500340 | Isabelle Moinet    |       | DVD   | 2 juin 2020     |
| 15   | Océan-Marais-de-Monts               | 248500258 | Véronique Launay   |       | DVG   | 8 juin 2020     |
| 16   | Pays-des-Achards                    | 248500530 | Patrice Pageaud    |       | DVD   | 10 avril 2014   |
| 17   | Vendée-Sèvre-Autise                 | 248500563 | Michel Bossard     |       | DVD   | 17 juillet 2020 |
| 18   | Pays-de-la-Châtaigneraie            | 248500415 | Valentin Josse     |       | DVD   | 16 juillet 2020 |
| 19   | Île-de-Noirmoutier                  | 248500191 | Dominique Chantoin |       | DVD   | 4 juin 2020     |

### Maires
| Rang | Commune                   | Code  | Maire                 | Parti | Parti | Début de mandat  |
| ---- | ------------------------- | ----- | --------------------- | ----- | ----- | ---------------- |
| 1    | La Roche-sur-Yon          | 85191 | Luc Bouard            |       | DVD   | 4 avril 2014     |
| 2    | Les Sables-d’Olonne       | 85194 | Yannick Moreau        |       | DVD   | 2 janvier 2019   |
| 3    | Challans                  | 85047 | Rémi Pascreau         |       | DVD   | 5 juillet 2020   |
| 4    | Montaigu-Vendée           | 85146 | Florent Limouzin      |       | DVD   | 26 mai 2020      |
| 5    | Les Herbiers              | 85109 | Véronique Besse       |       | DVD   | 28 mars 2014     |
| 6    | Fontenay-le-Comte         | 85092 | Ludovic Hocbon        |       | DVD   | 3 juillet 2020   |
| 7    | Saint-Hilaire-de-Riez     | 85226 | Kathia Viel           |       | DVG   | 4 juillet 2020   |
| 8    | Aizenay                   | 85003 | Franck Roy            |       | DVD   | 7 septembre 2017 |
| 9    | Luçon                     | 85128 | Dominique Bonnin      |       | DVD   | 25 mai 2020      |
| 10   | Essarts-en-Bocage         | 85084 | Freddy Riffaud        |       | DVD   | 12 janvier 2016  |
| 11   | Saint-Jean-de-Monts       | 85234 | Véronique Launay      |       | DVG   | 25 mai 2020      |
| 12   | Le Poiré-sur-Vie          | 85178 | Sabine Roirand        |       | DVD   | 10 juillet 2015  |
| 13   | Chantonnay                | 85051 | Isabelle Moinet       |       | DVD   | 26 mai 2020      |
| 14   | Saint-Gilles-Croix-de-Vie | 85222 | François Blanchet     |       | LR    | 4 avril 2014     |
| 15   | Talmont-Saint-Hilaire     | 85288 | Maxence de Rugy       |       | LR    | 5 avril 2014     |
| 16   | Aubigny-les-Clouzeaux     | 85008 | Philippe Bouard       |       | DVD   | 25 mai 2020      |
| 17   | Sèvremont                 | 85090 | Jean-Louis Roy        |       | DVD   | 25 mai 2020      |
| 18   | Bellevigny                | 85019 | Régis Plisson         |       | DVD   | 5 janvier 2016   |
| 19   | Mortagne-sur-Sèvre        | 85151 | Alain Brochoire       |       | DVD   | 30 mars 2014     |
| 20   | Pouzauges                 | 85182 | Michelle Devanne      |       | PS    | 28 mars 2014     |
| 21   | Chanverrie                | 85302 | Jean-François Fruchet |       | DVD   | 10 janvier 2019  |
| 22   | La Ferrière               | 85089 | David Bély            |       | DVD   | 26 mai 2020      |
| 23   | Les Achards               | 85152 | Michel Valla          |       | DVD   | 25 mai 2020      |
| 24   | La Garnache               | 85096 | François Petit        |       | DVD   | 29 mars 2014     |

## Résultats électoraux

### Élections législatives
| 2024 | 2024 | 2024 | 2024 | 2024 | 2024 | 2024 | 2024 | 2024 |                                                        | Philippe Latombe                                       |                                                        | Béatrice Bellamy                                       |                                                        | Stéphane Buchou                                        |                                                        | Véronique Besse                                        |                                                        | Pierre Henriet                                         |                                                        |                                                        |                                                        |                                                        |                                                        |                                                        |                                                        |                                                        |
| 2022 | 2022 | 2022 | 2022 | 2022 | 2022 | 2022 | 2022 | 2022 |                                                        | Philippe Latombe                                       |                                                        | Béatrice Bellamy                                       |                                                        | Stéphane Buchou                                        |                                                        | Véronique Besse                                        |                                                        | Pierre Henriet                                         |                                                        |                                                        |                                                        |                                                        |                                                        |                                                        |                                                        |                                                        |
| 2017 | 2017 | 2017 | 2017 | 2017 | 2017 | 2017 | 2017 | 2017 |                                                        | Philippe Latombe                                       |                                                        | Patricia Gallerneau                                    |                                                        | Stéphane Buchou                                        |                                                        | Martine Leguille-Balloy                                |                                                        | Pierre Henriet                                         |                                                        |                                                        |                                                        |                                                        |                                                        |                                                        |                                                        |                                                        |
| 2012 | 2012 | 2012 | 2012 | 2012 | 2012 | 2012 | 2012 | 2012 |                                                        | Alain Lebœuf                                           |                                                        | Sylviane Bulteau                                       |                                                        | Yannick Moreau                                         |                                                        | Véronique Besse                                        |                                                        | Hugues Fourage                                         |                                                        |                                                        |                                                        |                                                        |                                                        |                                                        |                                                        |                                                        |
| 2007 | 2007 | 2007 | 2007 | 2007 | 2007 | 2007 | 2007 | 2007 |                                                        | Jean-Luc Préel                                         |                                                        | Dominique Caillaud                                     |                                                        | Louis Guédon                                           |                                                        | Véronique Besse                                        |                                                        | Joël Sarlot                                            |                                                        |                                                        |                                                        |                                                        |                                                        |                                                        |                                                        |                                                        |
| 2002 | 2002 | 2002 | 2002 | 2002 | 2002 | 2002 | 2002 | 2002 |                                                        | Jean-Luc Préel                                         |                                                        | Dominique Caillaud                                     |                                                        | Louis Guédon                                           |                                                        | Philippe de Villiers                                   |                                                        | Joël Sarlot                                            |                                                        |                                                        |                                                        |                                                        |                                                        |                                                        |                                                        |                                                        |
| 1997 | 1997 | 1997 | 1997 | 1997 | 1997 | 1997 | 1997 | 1997 |                                                        | Jean-Luc Préel                                         |                                                        | Dominique Caillaud                                     |                                                        | Louis Guédon                                           |                                                        | Philippe de Villiers                                   |                                                        | Joël Sarlot                                            |                                                        |                                                        |                                                        |                                                        |                                                        |                                                        |                                                        |                                                        |
| 1993 | 1993 | 1993 | 1993 | 1993 | 1993 | 1993 | 1993 | 1993 |                                                        | Jean-Luc Préel                                         |                                                        | Philippe Mestre                                        |                                                        | Louis Guédon                                           |                                                        | Philippe de Villiers                                   |                                                        | Joël Sarlot                                            |                                                        |                                                        |                                                        |                                                        |                                                        |                                                        |                                                        |                                                        |
| 1988 | 1988 | 1988 | 1988 | 1988 | 1988 | 1988 | 1988 | 1988 |                                                        | Jean-Luc Préel                                         |                                                        | Philippe Mestre                                        |                                                        | Pierre Mauger                                          |                                                        | Philippe de Villiers                                   |                                                        | Pierre Métais                                          |                                                        |                                                        |                                                        |                                                        |                                                        |                                                        |                                                        |                                                        |
| 1986 | 1986 | 1986 | 1986 | 1986 | 1986 | 1986 | 1986 | 1986 | Scrutin proportionnel plurinominal par département (5) | Scrutin proportionnel plurinominal par département (5) | Scrutin proportionnel plurinominal par département (5) | Scrutin proportionnel plurinominal par département (5) | Scrutin proportionnel plurinominal par département (5) | Scrutin proportionnel plurinominal par département (5) | Scrutin proportionnel plurinominal par département (5) | Scrutin proportionnel plurinominal par département (5) | Scrutin proportionnel plurinominal par département (5) | Scrutin proportionnel plurinominal par département (5) | Scrutin proportionnel plurinominal par département (5) | Scrutin proportionnel plurinominal par département (5) | Scrutin proportionnel plurinominal par département (5) | Scrutin proportionnel plurinominal par département (5) | Scrutin proportionnel plurinominal par département (5) | Scrutin proportionnel plurinominal par département (5) | Scrutin proportionnel plurinominal par département (5) | Scrutin proportionnel plurinominal par département (5) |
| 1981 | 1981 | 1981 | 1981 | 1981 | 1981 | 1981 | 1981 | 1981 |                                                        | Philippe Mestre                                        |                                                        | Pierre Métais                                          |                                                        | Pierre Mauger                                          |                                                        | Vincent Ansquer                                        |                                                        |                                                        |                                                        |                                                        |                                                        |                                                        |                                                        |                                                        |                                                        |                                                        |
| 1978 | 1978 | 1978 | 1978 | 1978 | 1978 | 1978 | 1978 | 1978 |                                                        | Paul Caillaud                                          |                                                        | André Forens                                           |                                                        | Pierre Mauger                                          |                                                        | Vincent Ansquer                                        |                                                        |                                                        |                                                        |                                                        |                                                        |                                                        |                                                        |                                                        |                                                        |                                                        |
| 1973 | 1973 | 1973 | 1973 | 1973 | 1973 | 1973 | 1973 | 1973 |                                                        | Paul Caillaud                                          |                                                        | André Forens                                           |                                                        | Pierre Mauger                                          |                                                        | Vincent Ansquer                                        |                                                        |                                                        |                                                        |                                                        |                                                        |                                                        |                                                        |                                                        |                                                        |                                                        |
| 1968 | 1968 | 1968 | 1968 | 1968 | 1968 | 1968 | 1968 | 1968 |                                                        | Paul Caillaud                                          |                                                        | Marcel Bousseau                                        |                                                        | Pierre Mauger                                          |                                                        | Vincent Ansquer                                        |                                                        |                                                        |                                                        |                                                        |                                                        |                                                        |                                                        |                                                        |                                                        |                                                        |
| 1967 | 1967 | 1967 | 1967 | 1967 | 1967 | 1967 | 1967 | 1967 |                                                        | Paul Caillaud                                          |                                                        | Marcel Bousseau                                        |                                                        | Pierre Mauger                                          |                                                        | Vincent Ansquer                                        |                                                        |                                                        |                                                        |                                                        |                                                        |                                                        |                                                        |                                                        |                                                        |                                                        |
| 1962 | 1962 | 1962 | 1962 | 1962 | 1962 | 1962 | 1962 | 1962 |                                                        | Lionel de Tinguy du Pouët                              |                                                        | Marcel Bousseau                                        |                                                        | Louis Michaud                                          |                                                        | Vincent Ansquer                                        |                                                        |                                                        |                                                        |                                                        |                                                        |                                                        |                                                        |                                                        |                                                        |                                                        |
| 1958 | 1958 | 1958 | 1958 | 1958 | 1958 | 1958 | 1958 | 1958 |                                                        | Michel Crucis                                          |                                                        | Henri Caillemer                                        |                                                        | Louis Michaud                                          |                                                        | Antoine Guitton                                        |                                                        |                                                        |                                                        |                                                        |                                                        |                                                        |                                                        |                                                        |                                                        |                                                        |

## Personnalités politiques liées au département
- Michel Crucis (1922-2012), maire de Chantonnay (1953-1995), conseiller général (1951-1988), député (1958-1962), président du conseil général (1970-1988) et sénateur (1977-1995).
- Alfred Le Roux (1815-1880), conseiller général, président du conseil général (1852-1870), député (1852-1870 et 1877-1879) et ministre de l’Agriculture et du Commerce (1869-1870).
- Philippe Mestre (1927-2017), préfet (1970-1978), directeur de cabinet du premier ministre (1978-1981), député (1981-1993), ministre des Anciens Combattants et Victimes de guerre (1993-1995).
- Bruno Retailleau (1960), conseiller général (1988-2015), député (1994-1997), sénateur (depuis 2004), président du conseil général (2010-2015), président du conseil régional (depuis 2015).
- Philippe de Villiers (1949), secrétaire d’État auprès du ministre de la Culture et de la Communication (1986-1987), député (1987-1994 et 1997-2004), conseiller général (1987-2010), président du conseil général (1988-2010), député européen (1994-1997, 1999 et 2004-2014).